# اینگرید بیسو
اینگرید بیسو (رومانیایی: Ingrid Bisu؛ زادهٔ ۱۵ سپتامبر ۱۹۸۷) بازیگر، فیلم‌نامه‌نویس، تهیه‌کننده و مدیر اجرایی تولید اهل رومانی است. وی از سال ۲۰۰۳ میلادی تاکنون مشغول فعالیت بوده‌است.
از فیلم‌ها یا برنامه‌های تلویزیونی که وی در آن نقش داشته‌است، می‌توان به خون رینی، جنگ چه می‌تواند بیاورد، قضیه صفر، تونی اردمان، راهبه، احضار: شیطان مرا وادار کرد، پرتره یک مبارز در جوانی و بدخیمی اشاره کرد.